# 요안니스 7세
요안니스 7세 팔레올로고스(그리스어: Ιωάννης Ζ' Παλαιολόγος, 1370년 - 1408년 9월 22일)는 동로마 제국의 황제(재위: 1390년 4월 14일 - 9월 17일)다.
안드로니코스 4세 팔레올로고스와 불가리아의 차르 이반 알렉산더르와 왈라키아의 테오도라의 딸인 불가리아의 케라차의 외아들이다.